# Julgamento Sinyavsky–Daniel
O julgamento Siniavski-Daniel (em russo: Проце́сс Синя́вского и Даниэ́ля) foi um julgamento-espetáculo na União Soviética contra os escritores Andrei Siniavski e Yuli Daniel em fevereiro de 1966. Siniavski e Daniel foram condenados pelo crime de agitação e propaganda antissoviética em um tribunal de Moscou por publicarem seus escritos satíricos sobre a vida soviética no exterior sob os pseudônimos Abram Tertz e Nikolai Arzhak. O julgamento de Sinyavsky-Daniel foi o primeiro julgamento-espetáculo soviético em que escritores foram condenados abertamente apenas por suas obras de ficção, provocando apelos de muitos intelectuais soviéticos e outras figuras públicas de fora da União Soviética. O julgamento Siniavski-Daniel levou à reunião de abertura, a primeira manifestação política pública espontânea na União Soviética após a Segunda Guerra Mundial . Siniavski e Daniel declararam-se inocentes, o que ra incomum para uma acusação política na União Soviética, mas foram condenados a sete e cinco anos em campos de trabalho, respectivamente.
O caso Sinyavsky-Daniel é considerado amplamente por historiadores como o marco do fim do período liberal de degelo de Khrushchev e do aumento da repressão política na União Soviética sob o comando do linha-dura Leonid Brezhnev, e um importante impulso inicial para o movimento dissidente soviético .

## Julgamento

### Contexto
Andrei Siniavski, um conhecido crítico literário e escritor na União Soviética, e seu amigo Yuli Daniel, escritor e tradutor, começaram a enviar suas obras para serem publicadas no Ocidente devido à forte censura na União Soviética . Siniavski e Daniel frequentemente escreviam histórias e novelas atuais que eram satíricas ou críticas à sociedade soviética e, naturalmente, eram rejeitadas para publicação pelo Partido Comunista da União Soviética (PCUS). As obras de Siniavski e Daniel foram contrabandeadas para fora da União Soviética como samizdat (escritos autopublicados ilegais) para o Ocidente e publicadas em editoriais estrangeiras sob pseudônimos para proteger suas identidades. Sinyavsky começou a publicar sob o pseudônimo de Abram Tertz em Paris em 1959, e Daniel começou a publicar sob o pseudônimo de Nikolai Arzhak em 1961. A publicação de This is Moscow Speaking, de Daniel, e The Trial Begins in the West, de Sinyavsky, entre 1959 e 1962, chamou a atenção da KGB, a principal agência de segurança e polícia secreta da União Soviética, que logo descobriu quem estava por trás dos dois pseudônimos.  Ambos os escritores foram colocados sob vigilância 24 horas por dia e seus apartamentos foram revistados secretamente. Também foram recolhidas informações junto de colegas de Siniavski e Daniel, que atuaram como informantes, bem como de agentes da KGB que se fizeram passar por familiares dos vizinhos. :307–311
Em 13 de setembro de 1965, Andrei Siniavski foi preso, e cinco dias depois ocorreu a prisão de Yuli Daniel. Em outubro de 1965, a detenção de Sinyavsky e Daniel tornou-se pública quando Giancarlo Vigorelli, Secretário-Geral da Comunidade Europeia de Escritores, levantou a questão em uma reunião da organização em Roma. Em Novembro, o Secretário-Geral da União dos Escritores Soviéticos, Alexey Surkov, admitiu que os escritores estavam detidos e deu garantias de que a "legalidade" do julgamento seria observada. :20O público soviético soube da prisão dos escritores somente em janeiro de 1966, três meses após sua prisão, quando o Izvestia publicou um artigo sobre o caso intitulado "Os vira-casacas". Nele, Siniavski e Daniel eram descritos como " lobisomens " e "renegados" culpados de "alta traição".. :223 :19–21

### Acusação
Os atos de Sinyavsky e Daniel não eram ilegais segundo a lei soviética, pois nem a publicação no exterior nem o uso de pseudônimos eram proibidos por lei. Em vez disso, Siniavski e Daniel foram acusados, segundo o recentemente cunhado Artigo 70 do Código Penal da RSFSR, do crime de agitação e propaganda anti-soviética . :654O artigo punia

Agitation or propaganda carried on for the purpose of subverting or weakening of the Soviet regime ['vlast'] or of committing particular, especially dangerous crimes against the state, or the circulation, for the same purpose of slanderous fabrications which defame the Soviet state and social system, or the circulation or preparation or keeping, for the same purposes, of literature with such content.:153–154
As obras de Siniavski e Daniel publicadas no exterior foram consideradas como tendo a intenção consciente de subverter e enfraquecer o sistema soviético e constituir propaganda antissoviética – a primeira vez que o artigo foi aplicado a obras de ficção.

### Audiências
As audiências começaram em 10 de fevereiro de 1966, no Tribunal da Cidade de Moscou, sob a presidência de Lev Smirnov. Os julgamentos de Siniavski e Daniel não foram abertos ao público ou a observadores estrangeiros, e apenas fragmentos dos procedimentos chegaram ao mundo exterior. :309
Citando suas obras, bem como prefácios escritos por escritores estrangeiros que eles não conheciam, a acusação alegou que Sinyaysky e Daniel tentaram propositalmente fazer o estado soviético parecer corrupto e imoral no cenário mundial.  As obras literárias de Sinyavsky e Daniel foram apresentadas como prova.
Os réus, por sua vez, alegavam ser cidadãos soviéticos leais que queriam fortalecer a União Soviética eliminando resquícios dos abusos stalinistas . Ambos os escritores argumentaram que acusações de " calúnia " não podem ser aplicadas a obras literárias. Sinyavsky afirmou repetidamente que a linha de argumentação da acusação eliminava a diferença entre um autor e seus personagens. Incomum nos julgamentos políticos na União Soviética, ambos os escritores declararam- se inocentes . :224

### Sentença
Em 12 de fevereiro de 1966, o tribunal condenou Yuli Daniel a cinco anos em um campo de trabalho de regime rigoroso. No dia seguinte, Andrei Sinyavsky foi condenado a sete anos num campo de trabalho de regime rigoroso. Daniel e Sinyavsky foram enviados para campos de trabalho especiais para criminosos políticos na Mordóvia.
Daniel cumpriu sua pena integral de cinco anos e, após sua libertação, viveu nas cidades de Kaluga e Moscou até sua morte em 1988. Sinyavsky cumpriu seis anos de prisão até sua libertação antecipada em 1971, por iniciativa de Yuri Andropov, na época presidente da KGB. Em 1973, dois anos após sua libertação, Sinyavsky emigrou para a França, onde se tornou professor de literatura russa e publicou inúmeras obras autobiográficas e retrospectivas .
Em 1991, o Supremo Tribunal da RSFSR anulou o veredicto e as sentenças contra Siniavski e Daniel, e ordenou o encerramento do caso por falta de elementos de crime.

## Significado e legado

### Reação no exterior
Artigos no New York Times e no Le Monde já em outubro de 1965 delinearam o caso. Durante as audiências em fevereiro de 1966, correspondentes estrangeiros esperaram do lado de fora do tribunal ao lado de cidadãos soviéticos. Embora o julgamento tenha permanecido fechado à imprensa ocidental, as esposas dos réus contrabandearam suas próprias transcrições manuscritas, que se tornaram alguns dos primeiros documentos samizdat a chegar ao Ocidente. A transcrição foi entregue ao gabinete da Rádio Liberty em Paris e repassada ao New York Times, com base na teoria de que a notícia teria um impacto maior se fosse transmitida primeiro pelo Times do que pela Rádio Liberty, declaradamente anticomunista . :171
O julgamento foi universalmente condenado pela comunicação social ocidental e atraiu críticas de figuras públicas de todo o mundo, inclusive de simpatizantes da União Soviética. :15–16A PEN Internacional, bem como escritores individuais como WH Auden, William Styron e Hannah Arendt expressaram a sua indignação. Outros que solicitaram a libertação dos escritores foram Heinrich Böll, Günter Grass, Lillian Hellman, Saul Bellow, Norman Mailer, Robert Lowell, Philip Roth, Marguerite Duras e Philip Toynbee . Após a condenação de Sinyavsky e Daniel, Graham Greene pediu, sem sucesso, que os seus royalties na União Soviética fossem pagos às suas esposas.
Críticas ao julgamento e às sentenças também foram compartilhadas por publicações socialistas e comunistas na Grã-Bretanha, Estados Unidos, Itália e França. O comunista de longa data Louis Aragon publicou suas preocupações em uma declaração em L'Humanité e, juntamente com Jean-Paul Sartre, posteriormente recusou-se a participar do Décimo Congresso de Escritores Soviéticos. Partidos comunistas escandinavos também condenaram o julgamento categoricamente.

### Reação interna
Os procedimentos foram enquadrados por denúncias na mídia, encabeçadas pelos jornais Pravda, Izvestia e Literaturnaya Gazeta . Os jornais também publicaram cartas de condenação coletiva de cidadãos soviéticos. O então recente laureado com o Nobel, Mikhail Sholokhov, apelidou os dois escritores de "lobisomens" e "bandidos com uma consciência negra" que mereceriam uma punição significativamente mais severa "nos memoráveis anos vinte".  Em resposta, Lidia Chukovskaya acusou Sholokhov de trair a tradição secular de proteger os colegas literatos da perseguição injusta e afirmou que o seu "discurso vergonhoso não será esquecido pela História".
No entanto, o julgamento provocou protestos. Uma carta que ficou conhecida como a "Carta dos 63" (também: 62), assinada por membros da União dos Escritores da URSS, foi endereçada ao presidium do Vigésimo Terceiro Congresso do Partido Comunista . Ele argumentou que "nem o aprendizado nem a arte podem existir se nem ideias paradoxais puderem ser expressas nem imagens hiperbólicas usadas como um recurso artístico". Os autores pediram a libertação dos escritores sob fiança e argumentaram que o julgamento em si causou mais danos do que as obras dos escritores. Entre os signatários estavam Korney Chukovsky, Ilya Ehrenburg, Viktor Shklovsky, Venyamin Kaverin, Bella Akhmadulina, Bulat Okudzhava e Arseny Tarkovsky .

### Movimento dissidente
Muitos membros da intelectualidade sentiam-se ambivalentes em relação à publicação de obras no exterior, especialmente sob um pseudônimo. No entanto, muitos viram o caso Sinyavsky-Daniel como um retorno aos julgamentos-espetáculo da década de 1930 e um sinal de que o Politburo de Brejnev estava se preparando para reverter os ganhos da desestalinização de Khrushchev, e preparar um novo período de julgamentos. Os críticos do julgamento protestaram contra as duras sentenças impostas a Sinyavsky e Daniel e enfatizaram questões de liberdade criativa e o papel histórico do escritor na sociedade russa. :658 :122
Outros ficaram preocupados com as alegações do tribunal de que o julgamento estava em total conformidade com as leis e direitos existentes garantidos na constituição soviética . Essas preocupações motivaram a primeira manifestação política pública não autorizada na União Soviética após a Segunda Guerra Mundial. No Dia da Constituição Soviética, 5 de dezembro de 1965, apoiadores de Sinyavsky e Daniel protestaram na Praça Pushkin, no centro de Moscou, pedindo um julgamento justo e aberto. Entre os organizadores da manifestação estavam o matemático Alexander Esenin-Volpin, o historiador e poeta Yuri Galanskov, o estudante Vladimir Bukovsky. A manifestação ficou conhecida como " reunião da abertura" (митинг гласности, ou miting glasnost'). Essa manifestação se tornou um evento anual em Moscou, cujos participantes notáveis incluíam Andrei Sakharov. :660
A manifestação foi seguida por um aumento nos protestos abertos e samizdat . Em 1967, o jornalista Alexander Ginzburg foi preso por compilar um relatório sobre o julgamento conhecido como O Livro Branco . Ele foi condenado a cinco anos em um campo de trabalho. Seu julgamento em 1968 ( julgamento de Galanskov-Ginzburg, também conhecido como Julgamento dos Quatro) tornou-se um marco no movimento soviético pelos direitos humanos .
A cobertura clandestina desses e de eventos semelhantes levou ao surgimento do periódico samizdat de direitos civis Chronicle of Current Events em abril de 1968, o periódico Samizdat de maior duração na União Soviética.